# Mount Williams, Alberta
Mount Williams är ett berg i Kanada.   Det ligger i provinsen Alberta, i den centrala delen av landet, 3 000 km väster om huvudstaden Ottawa. Toppen på Mount Williams är 2 741 meter över havet. Mount Williams ingår i Spray Mountains.
Terrängen runt Mount Williams är bergig västerut, men österut är den kuperad.Trakten runt Mount Williams är nära nog obefolkad, med mindre än två invånare per kvadratkilometer.. Det finns inga samhällen i närheten. 
Trakten runt Mount Williams består i huvudsak av gräsmarker.